# Antitrombin
Antitrombin (AT) je mali proteinski molekul koji inaktivira nekoliko enzima koagulacionog sistem. Antitrombin je glikoprotein koji formira jetra i sastoji se od 432 aminokiselina. On sadrži tri disulfidne veze i četiri moguća mesta glikozilacije. α-Antitrombin je dominantna forma antitrombina nađena u krvnoj plazmi i sadrži oligosaharid u sva četiri mesta glikozilacije. Jedno mesto glikozilacije je konzistentno nezauzeto u drugoj formi antitrombina, β-antitrombinu. Njegova aktivnost se višestruko povećava antikoagulantskim lekom heparinom, koji pojačava vezivanje antitrombina za faktor II i faktor X.

## Nomenklatura antitrombina
Antitrombin se takođe naziva antitrombin III (AT III). Oznake antithrombin I do antitrombina IV potiču i ranijih studija tokom 1950-tih.
Antitrombin I (AT I) se odnosi na apsorpciju trombina u fibrin nakon aktivacije trombina fibrinogenom. Antitrombin II (AT II) se odnosi na kofaktor u plazmi, koji zajedno sa heparinom ometa interakciju trombina i fibrinogena. Antitrombin III (AT III) se odnosi na supstancu u plazmi koja inaktivira trombin. Antitrombin IV (AT IV) se odnosi na antitrombin koji postaje aktiviran tokom i kratkotrajno nakon koagulacije krvi. AT III a posebno AT I su medicinski značajni. AT III se generalno odnosi samo na "antitrombin".

## Struktura
Antitrombin ima poluživot u krvnoj plazmi od oko jednog dana. Normalna antitrombinska koncentracija u ljudskoj krvnoj plazmi je visoka, oko 0.12 , što je ekvivalentno sa molarnom koncentracijom od 2.3 μM.
Antitrombin je izolovan iz plazme velikog broja vrsta. Iz rezultata proteinskog i kDNK sekvenciranja, goveđeg, ovčijeg, zečijeg i mišjeg antitrombina sledi da su oni 433 aminokiseline dugi, što je za jednu aminokiselinu duže od ljudskog antitrombina. Dodatna aminokiselina se javlja u poziciji 6. Antitrombini govečeta, ovce, zeca, moša, i čoveka imaju 84 - 89% identične aminokiseline. Šest aminokiselina formira tri intramolekularna disulfidna mosta, 8-Cys128, Cys21-Cys95, i Cys248-Cys430. Svi oni imaju četiri potencijalna mesta N-glikozilacije. Do nje dolazi na asparaginskim (Asn) aminokiselinama sa brojevima 96, 135, 155, i 192 kod ljudi i na sličnim pozicijama kod drugih vrsta. Sva ta mesta su zauzeta kovalentno vezanim oligosaharidnim bočnim lancima u predominantnoj formi ljudskog antitrombina, α-antitrombinu, tako da je molekulska težina ove forme antitrombina 58,200. Potencijalno mesto glikozilacije asparagina 135 nije zauzeto u maje prisutnom obliku (oko 10%) antitrombina, β-antitrombinu.
Rekombinantni antitrombini osobina sličnih normalnom ljudskom antitrombinu su bili proizvedeni koristeći insektne ćelije inficirane bakulovirusom i ćelije sisara gajene u ćelijskoj kulturi. Ti rekombinantni antitrombini generalno imaju različite obrasce glikozilacije u odnosu na normalni antitrombin, i tipično se koriste u strukturnim studijama antitrombina. Mnoštvo antitrombinskih struktura je javno dostupno.

## Literatura
- Panzer-Heinig, Sabine (2009). Antithrombin (III) - Establishing Pediatric Reference Values, Relevance for DIC 1992 versus 2007. Medizinische Fakultät Charité - Universitätsmedizin Berlin.

## Spoljašnje veze
- I04.018 MEROPS Архивирано на веб-сајту  (16. октобар 2019)
- Antithrombin+III на 